# Heteronyx diversiceps
Heteronyx diversiceps är en skalbaggsart som beskrevs av Blackburn 1890. Heteronyx diversiceps ingår i släktet Heteronyx och familjen Melolonthidae. Inga underarter finns listade i Catalogue of Life.